# Ndoumale
Ndoumale ou Ndoumake est un village du Cameroun situé dans la région du Sud et le département de l'Océan. Faisant partie de la commune de Lokoundjé, il se trouve à 51 km de Kribi sur la route qui lie Kribi à Bipindi.

## Population
En 1966, la population était de 89 habitants. Lors du recensement de 2005, le village comptait 583 habitants dont 285 hommes et 298 femmes, principalement des Mabéa.